# Tine Van Rompuy
Christine Francine Wilhelmina Van Rompuy, detta Tine (Lovanio, 28 agosto 1955), è un'infermiera, sindacalista e politica belga fiamminga, membro del Partito del Lavoro del Belgio..

## Biografia
Figlia di Vic Van Rompuy, em. dr. professore, è sorella di Herman Van Rompuy (ex primo ministro del Belgio e primo presidente permanente del Consiglio europeo) e del politico fiammingo Eric Van Rompuy.
Dopo aver conseguito la laurea in psichiatria infermieristica nel 1977, ha lavorato come infermiera psichiatrica dal 1977 al 1995 presso il Centro psicosociale dei Fratelli della carità a Lovanio. Dal 2004 è capo infermiera presso il servizio centrale di trasporto pazienti dell'ospedale universitario Gasthuisberg a Lovanio.
È una delegata del centro sindacale cristiano LBC.
Nel 2009, ha partecipato all'elaborazione di un poster elettorale del Partito del Lavoro del Belgio che mostra suo fratello, Herman Van Rompuy, allora Primo ministro, in costume da clown, con lo slogan "Ferma il circo politico". Dopo la vicenda del post, suo fratello non gli ha più parlato. È stata la terza candidata nella lista dei partiti nederlandofoni alle elezioni europee e la seconda nella lista del Brabante Fiammingo alle regionali, dove ha raccolto 6337 voti di preferenza e ottenuto il miglior punteggio (1651 voti).
Nel 2010, si è presentata nella lista nederlandofona per il Senato, dove ha ottenuto 12501 voti di preferenza.
Il 1º dicembre 2013, in vista delle elezioni parlamentari del 25 maggio 2014, ha ufficialmente aderito al PTB, candidandosi nelle liste elettorali in cui fu diverse volte inserita come candidata indipendente. Secondo Pascal Delwit, è in effetti un membro di "lunga data" del PTB.
Secondo una dichiarazione dello stesso PTB, si dichiara favorevole alla revoca di una tassa sui milionari (che sarebbe applicata a tutti coloro che hanno un milione di euro e più), sostiene l'istituzione di un collegio elettorale federale e la possibilità di un'assistenza sanitaria a prezzi accessibili.